# Spermacoce cassuangensis
Spermacoce cassuangensis là một loài thực vật có hoa trong họ Thiến thảo. Loài này được R.D.Good miêu tả khoa học đầu tiên năm 1927.